# Steven van de Velde
Steven van de Velde (Gouda, 8 de agosto de 1994) es un deportista neerlandés que compite en voleibol, en la modalidad de playa.
Ganó una medalla de bronce en el Campeonato Europeo de Vóley Playa de 2024. Participó en los Juegos Olímpicos de París 2024, ocupando el noveno lugar en el torneo masculino.
Fue objeto de críticas debido a su participación en los Juegos de París 2024, ya que cuando tenía 19 años tuvo una relación sexual con una menor de edad, y a pesar de estar legalmente rehabilitado tras cumplir una condena de 13 meses de prisión y deportivamente reincorporado por el Comité Olímpico de su país, los medios calificaron este hecho como contrario a los valores del deporte.

## Acusado de violación infantil
En 2014, Van de Velde, de 19 años, conoció a una niña de 12 años que le envió una solicitud de amistad en Facebook. En agosto de 2014, consciente de su edad, viajó a su ciudad natal, Milton Keynes, le dio alcohol y la violó.Esa misma noche, Van de Velde intentó alojarse en un hotel con su víctima, pero le negaron una habitación, por lo que durmieron bajo una escalera. Van de Velde violó a la víctima dos veces al día siguiente. Durante una de las tres violaciones, la víctima le dijo a Van de Velde que la estaba lastimando.
Van de Velde regresó a los Países Bajos después de las violaciones y le dijo a su víctima que fuera a una clínica de salud sexual para obtener anticonceptivos. Fue extraditado al Reino Unido y arrestado en enero de 2016.

### Sentencia y liberación
En marzo de 2016, Van de Velde se declaró culpable en el Tribunal de la Corona de Aylesbury de tres cargos de violación infantil, específicamente el cargo de violación de un niño menor de 13 años. El juez condenó a Van de Velde a cuatro años de prisión y lo incluyó en el registro de delincuentes sexuales del Reino Unido, donde permanece su nombre. Durante su sentencia En sus comentarios, el juez dijo: "Sus esperanzas de representar a su país [como atleta olímpico] ahora son un sueño destrozado" y "ha perdido una carrera deportiva estelar al ser tildado de violador. Es evidente que es el final de su carrera".
Según un tratado entre los Países Bajos y el Reino Unido, Van de Velde fue trasladado a los Países Bajos para cumplir su condena. La sentencia fue ajustada de acuerdo con la ley holandesa y el cargo de violación fue sustituido por uno que hace referencia a ontucht ("actos sexuales que violan las normas éticas sociales"). Después de cumplir 13 meses de su condena original de cuatro años, fue liberado de prisión. Hasta el 1 de julio de 2024, la ley holandesa solo reconocía la violación si se utilizaba la fuerza.
Después de su liberación en 2017, Van de Velde se quejó de "todas las tonterías" que se publicaron sobre su crimen en los medios de comunicación, afirmando que el término pedófilo no se aplicaba a él. También dijo que no había leído las informaciones que criticaba. La Sociedad Nacional para la Prevención de la Crueldad hacia los Niños (NSPCC) en Gran Bretaña condenó sus comentarios en ese momento, afirmando que su "falta de remordimiento y autocompasión es impresionante". Más tarde afirmó que "tomé esa decisión en mi vida cuando no estaba listo, era un adolescente que todavía estaba tratando de entender las cosas". "Estaba un poco perdido". Lo ha descrito como "el mayor error de mi vida".

## Regreso al deporte
La Asociación Holandesa de Voleibol permitió a Van de Velde reanudar su carrera como jugador de voleibol de playa, y regresó a la competencia internacional en 2018. Con Dirk Boehlé, terminó tercero en el Blooming Beach Aalsmeer del Circuito Mundial de Voleibol de Playa FIVB 2018.

### Juegos Olímpicos de Verano de 2024
En junio de 2024, Van de Velde se clasificó para jugar vóleibol de playa en representación del Equipo Olímpico de los Países Bajos. Para "establecer la calma", el Comité Olímpico Holandés aisló a Van de Velde del resto del equipo holandés y le prohibió hablar con los medios. Una petición en línea que pedía su eliminación de los Juegos Olímpicos tenía más de 100.000 seguidores. Después de su primer partido en los Juegos Olímpicos, el secretario de prensa del comité olímpico holandés, John van Vliet, dijo: "Estamos protegiendo a un violador de niños convicto, sí... Para que haga su deporte lo mejor posible, en un torneo para el que se clasificó". El NOC*NSF, el Comité Olímpico Nacional holandés, decidió no alojarlo con los demás atletas en la Villa Olímpica ni permitirle hablar con los periodistas. El Comité se disculpó por el efecto psicológico de la nominación de Van de Velde en las víctimas de agresión sexual, diciendo que no esperaban que atrajera tanta atención.
Van de Velde hizo su debut olímpico en París 2024 junto a su compañero Matthew Immers el 28 de julio de 2024, perdiendo el partido contra los italianos Alex Ranghieri y Adrian Carambula por dos sets a uno. Van de Velde fue abucheado cuando se anunció su nombre, así como durante el partido, mientras que Immers fue aplaudido y algunos fanáticos aplaudieron a Van de Velde.Tanto Immers como Van de Velde fueron abucheados con más frecuencia durante el partido que ganaron contra Marco Grimalt y Esteban Grimalt de Chile, e Immers dijo que estaba decepcionado con la multitud. Este fue el único partido que la pareja ganó en los Juegos Olímpicos; después de perder dos de los tres partidos del grupo, avanzaron a los octavos de final, donde jugaron contra la pareja brasileña Evandro Oliveira y Arthur Lanci. Van de Velde e Immers fueron derrotados en sets seguidos por los brasileños y quedaron eliminados de los Juegos Olímpicos.

## Palmarés internacional
| Campeonato Europeo | Campeonato Europeo     | Campeonato Europeo | Campeonato Europeo |
| Año                | Lugar                  | Medalla            | Pareja             |
| ------------------ | ---------------------- | ------------------ | ------------------ |
| 2024               | La Haya (Países Bajos) | Medalla de bronce  | Matthew Immers     |

## Vida personal
Van de Velde está casado con Kim van de Velde ( Behrens), una jugadora de voleibol alemán que estudió psicología y se entrenó para convertirse en oficial de policía. Tienen un hijo. Su cuñado es el futbolista Kevin Behrens, que juega en VfL Wolfsburg y la selección nacional de fútbol de Alemania.